# Yogi l'ours (film, 2010)
Pour le personnage de fiction, voir Yogi l'ours. Pour les articles homonymes, voir Yogi (homonymie).
Pour plus de détails, voir Fiche technique et Distribution.
Yogi l'ours (Yogi Bear) est un film américain réalisé par Eric Brevig et sorti en 2010.

## Synopsis

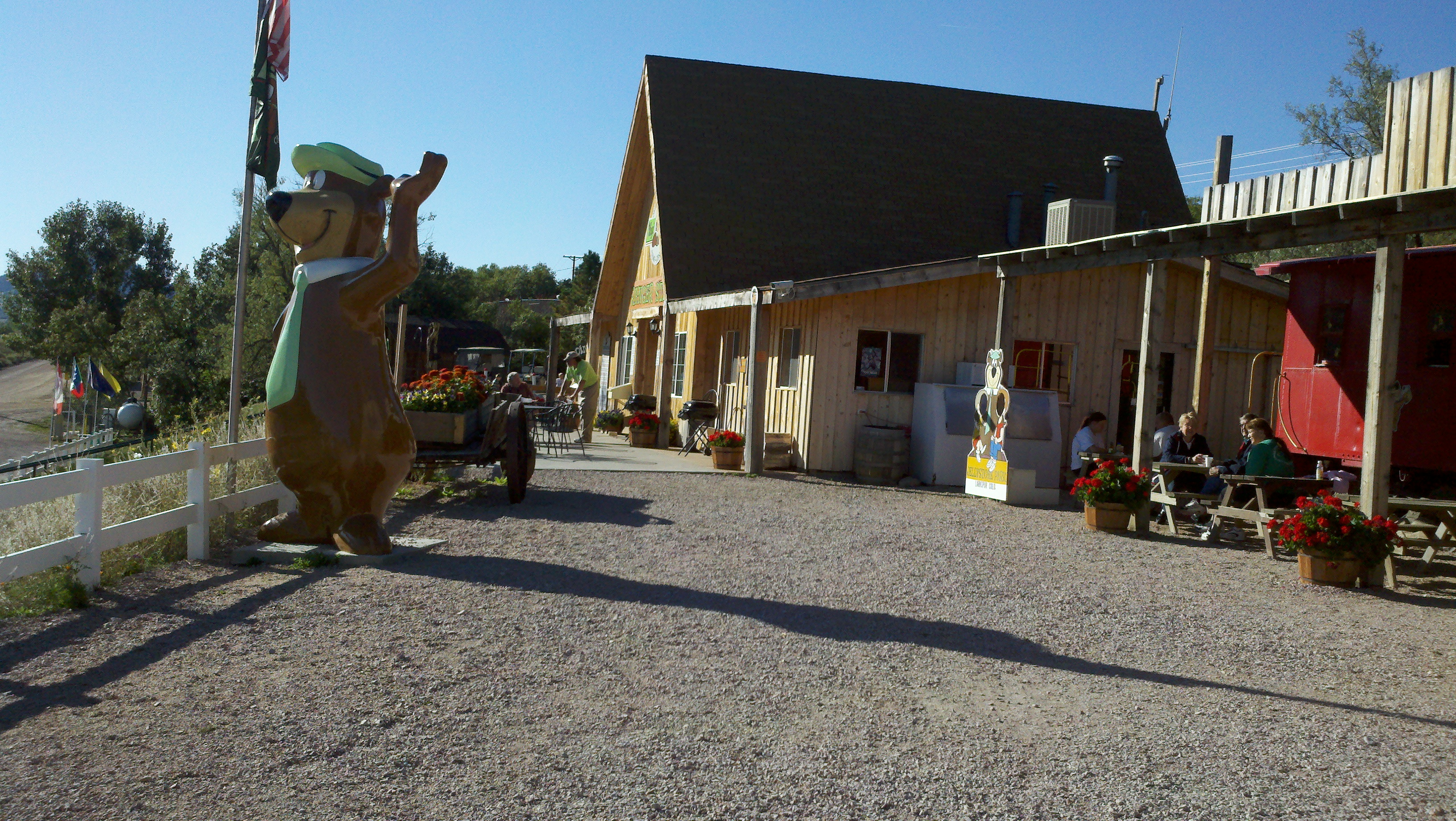
Yogi au JellyStone Park

Le retour sur grand écran du voleur de panier de pique-nique, Yogi l'ours. Le maire Brown décide de dézoner le parc Jellystone. Ce parc est le foyer de Yogi, qui va en empêcher la fermeture.

## Fiche technique
- Titre original : Yogi Bear
- Titre français : Yogi l'ours
- Réalisation : Eric Brevig
- Scénario : Joshua Sternin, Jennifer Ventimilia, Brad Copeland et les personnages créés par William Hanna et Joseph Barbera
- Direction artistique : Jill Cormack
- Décors : David Sandefur
- Costumes : Liz McGregor
- Maquillages : Michele Barber, Jean Hewitt, Deb Watson
- Photographie : Peter James
- Montage : Kent Beyda (en)
- Musique : John Debney
- Production : Donald De Line, Aamir Khan, Karen Rosenfelt
  - Coproduction : Tim Coddington, Edward Tang
  - Production exécutive : Lee Berger, Jim Dyer, Andrew Haa, Bruce Berman, B. Shrinivas Rao, Kiran Rao
- Sociétés de production : De Line Pictures et Sunswept Entertainment
- Société de distribution : Warner Bros. Pictures
- Budget : 80 millions$
- Pays :  États-Unis /  Nouvelle-Zélande
- Langue : Anglais
- Format : Couleur – 35 mm – 1,85:1 –  Son stéréo
- Durée : 78 minutes
- Dates de sortie :
- États-Unis / Canada : 17 décembre 2010
- Belgique / France / Suisse : 9 février 2011

## Distribution
- Dan Aykroyd (VF : Richard Darbois ; VQ : Pierre Verville) : Yogi l'ours (voix)
- Justin Timberlake (VF : Jérémy Prévost ; VQ : Benoit Éthier) : Boo-Boo (voix)
- Tom Cavanagh (VF : Guillaume Lebon ; VQ : Benoit Éthier) : Ranger Smith
- Anna Faris (VF : Ariane Aggiage ; VQ : Aline Pinsonneault) : Rachel
- T. J. Miller (VF : Romain Redler ; VQ : Martin Watier) : Ranger Jones
- Andy Daly (VF : Olivier Chauvel ; VQ : Antoine Durand) : Maire Robert Brown
- Nathan Corddry (VF : Arnaud Laurent ; VQ : Nicolas Charbonneaux-Collombet) : Chef d'état-major
- Dean Knowsley : Agent Florimo
- Barry Duffield : Garde du corps
- Tom Kay : Visiteur du parc

Galerie photo des acteurs
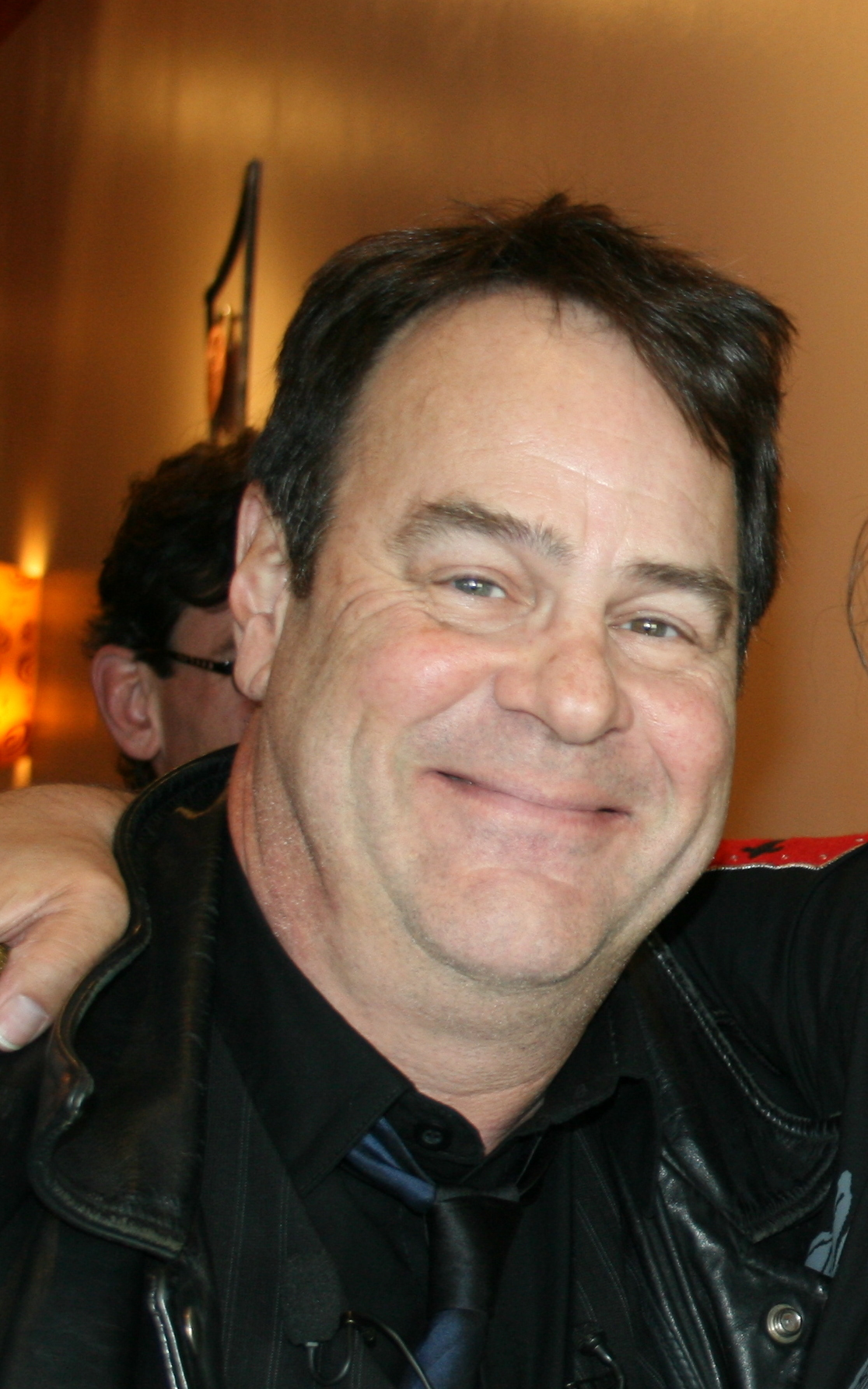
Dan Aykroyd
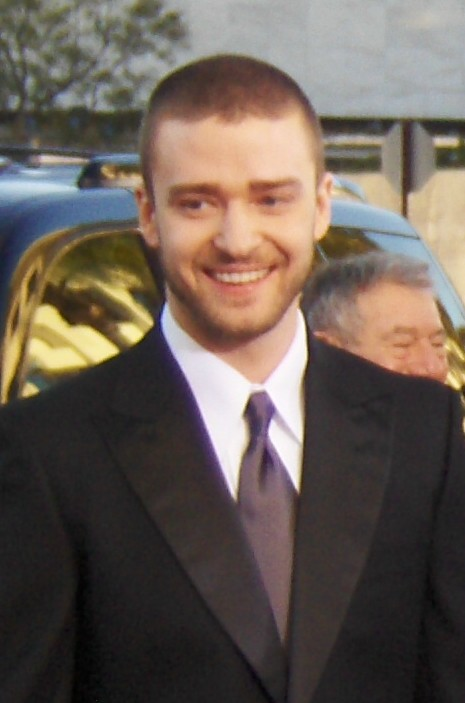
Justin Timberlake
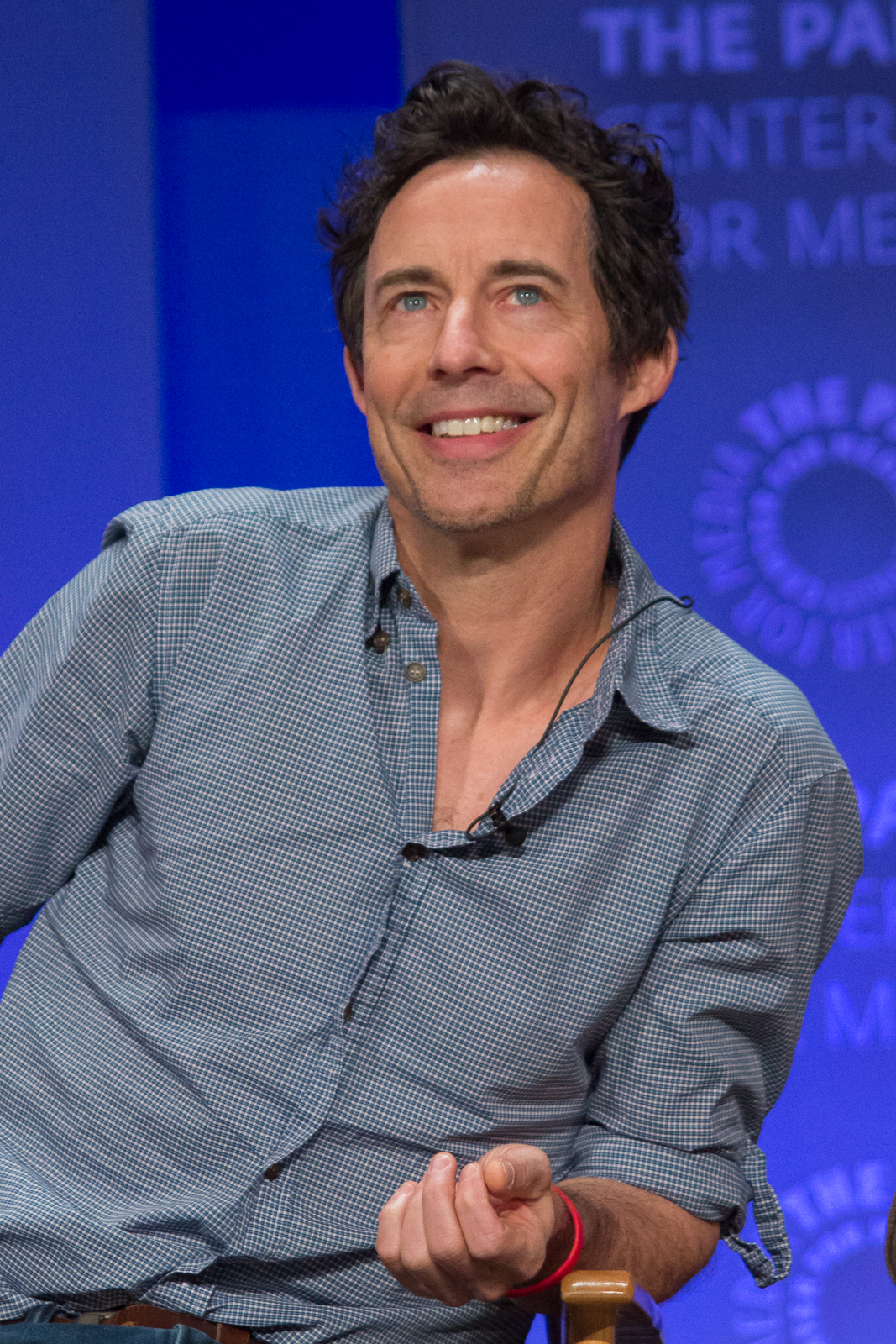
Tom Cavanagh
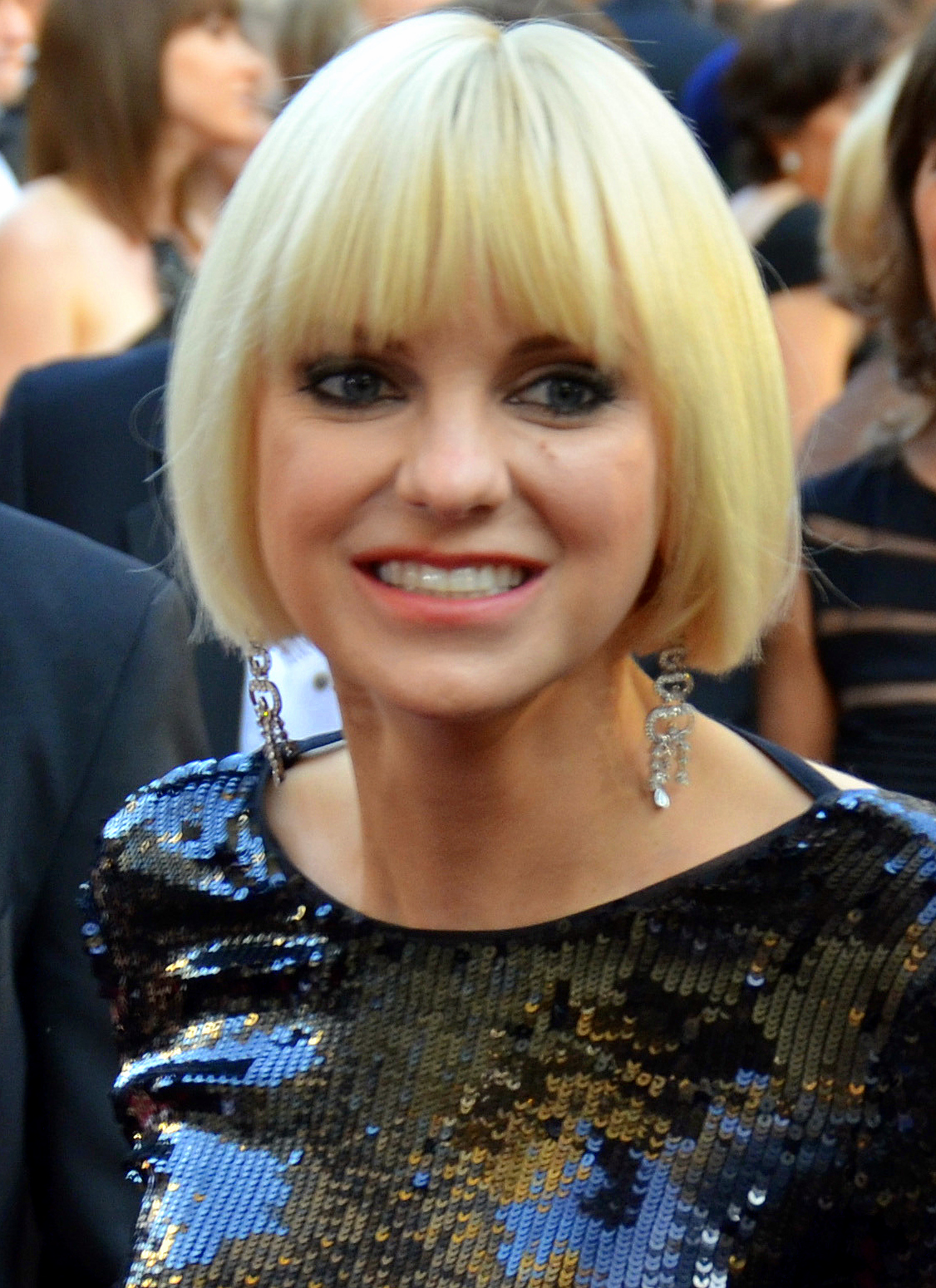
Anna Faris
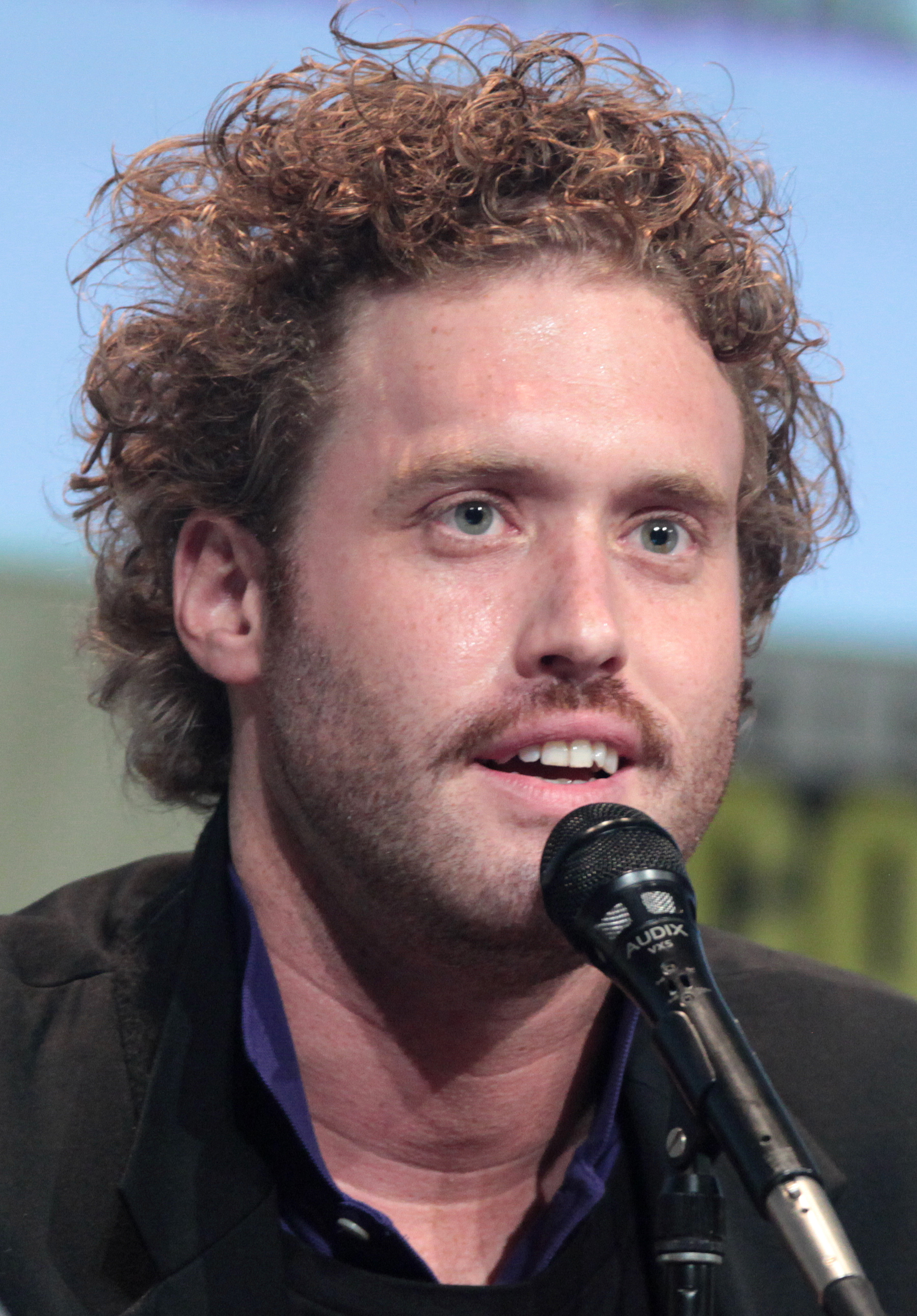
T. J. Miller
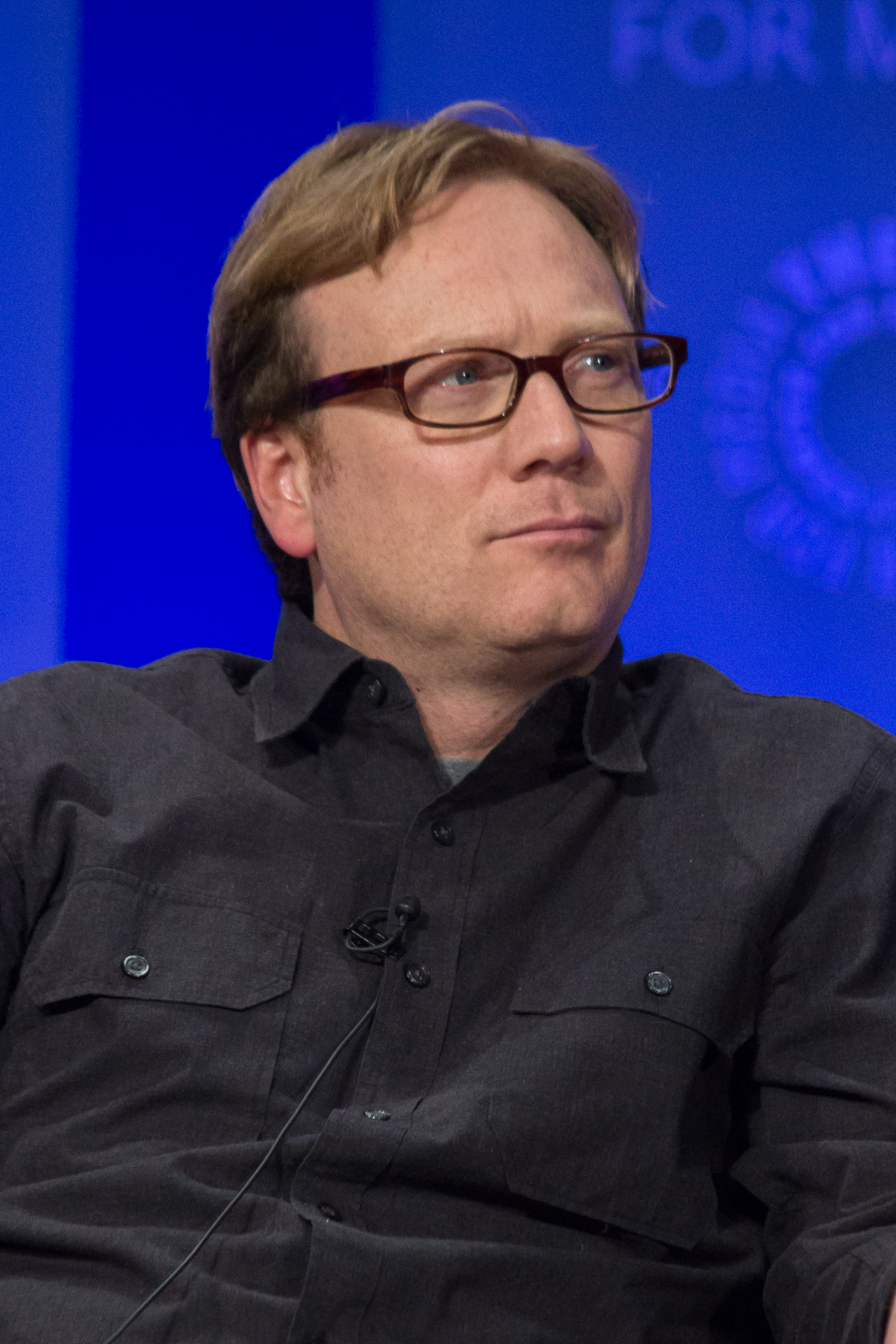
Andrew Daly

## Box-office
- Mondial : 201 584 141 $
- États-Unis : 100 246 130 $
- France : 283 519 entrées